# Sistema Controllo Marcia Treno

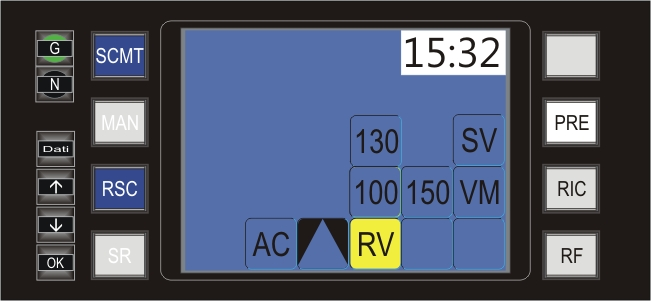
Interfaccia uomo/macchina SSB con funzione RSC (Ripetizione Segnali Continua) attiva

Il Sistema di controllo della marcia del treno (in sigla SCMT) è un sistema di controllo ferroviario che ha il compito di mantenere sotto vigilanza elettronica il comportamento del personale di macchina dei treni in base all'aspetto dei segnali, alla velocità massima consentita sul tratto di linea, alla velocità massima ammessa per il treno, e ad altri parametri come, ad esempio, il grado di frenatura della linea o la capacità.
Nel momento in cui l'agente di condotta porta il treno in una condizione di marcia non sicura, l'SCMT protegge la marcia del treno prima segnalando al personale di macchina la condizione di pericolo e, se non ci sono interventi degli agenti di condotta che eliminino le incongruenze, azionando automaticamente la frenatura di emergenza fino ad arrivare all'arresto del convoglio.

## Funzioni e scopi principali
Il Sistema Controllo Marcia Treno garantisce l'incremento degli standard di sicurezza dell'esercizio. Permette inoltre il possibile affidamento dei mezzi di trazione ad agente unico addetto alla condotta, attuando la protezione:
- rispetto al segnalamento;
- rispetto alla velocità massima consentita dalla linea;
- rispetto ai rallentamenti e alle riduzioni di velocità;
- rispetto alla velocità massima ammessa dal materiale rotabile.

Consente inoltre ulteriori protezioni e funzioni:
- nel caso di marcia su binario illegale (cioè, su linee a doppio binario non banalizzate, contromano al normale senso di marcia);
- nel caso movimenti del treno accidentali senza la presenza di un agente in cabina di guida;
- sulla massima velocità ammessa dal modulo di condotta (1 o 2 macchinisti);
- sui movimenti di manovra;
- sulle riduzioni di velocità.

## Caratteristiche e funzionamento

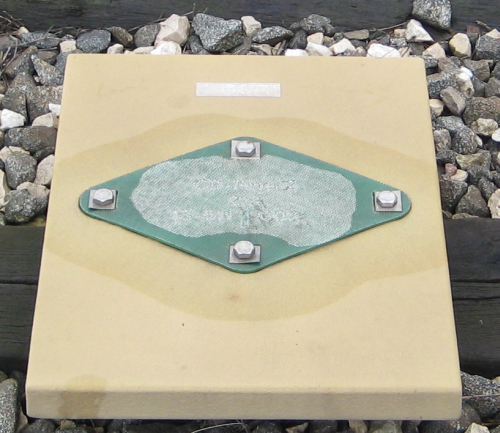
Boa del sottosistema di terra, posta sui binari

Boe standard europee di tipo "eurobalise" sono collocate lungo la linea:
- in corrispondenza dei segnali di prima categoria che il treno deve rispettare;
- sia in corrispondenza che in avvicinamento (con funzione di "annuncio" o "approccio") ai segnali di avviso isolati.

Le boe dialogano e interagiscono con il sistema presente a bordo dei treni, fornendo al computer di bordo del treno una serie di informazioni, come ad esempio l'aspetto del segnale incontrato e la distanza di quello successivo. In questo modo, quando il treno supera un segnale di avviso disposto al giallo (avviso di via impedita del successivo segnale di prima categoria) il computer di bordo è in grado di tracciare una curva teorica di frenatura, valutare la velocità massima che il convoglio deve avere in fase di avvicinamento al successivo segnale disposto a via impedita (il sistema valuta automaticamente anche la distanza che sta percorrendo il convoglio) e, se la velocità è eccessiva, segnalarlo al personale di condotta.
Normalmente il controllo della velocità viene effettuato solo fino a quando questa è superiore a 30 km/h, al di sotto della quale si attiva la "velocità di rilascio" (in alcuni casi tale velocità è di 10 km/h detta "velocità di rilascio ridotta") in quanto viene considerato che lo spazio di frenatura di un convoglio che viaggia a tale velocità è tale da arrestare in pochi metri il convoglio anche in caso di superamento di un segnale a via impedita per malore o errore del personale di condotta. 
Il sistema di tipo discontinuo puntiforme, grazie alla sofisticata serie di informazioni che da terra trasmette ai computer di bordo dei rotabili (informazioni relative alle caratteristiche proprie del singolo punto informativo), riesce a creare una "catena di appuntamenti" (ogni boa, oltre alle sue informazioni, fornisce anche la posizione e la distanza della successiva boa) e l'elaborazione fatta dal sottosistema di bordo lo fa equiparare nei fatti ad un sistema continuo. Per far sì che le informazioni trasmesse da terra siano sempre presenti, ogni punto informativo è composto da due boe ridondanti. La doppia boa garantisce anche che le informazioni che vengono acquisite dal treno siano effettivamente quelle a lui pertinenti e non quelle relative ad un altro treno, per esempio uno che viaggi sul binario di verso opposto (problema del dialogo incrociato, o cross-talk): se venissero acquisite le informazioni di due boe in ordine inverso, vorrebbe dire che il treno sta dialogando con quelle del binario a fianco, e il sottosistema di bordo escluderebbe le informazioni ricevute.

## Sottosistemi
Il sistema è quindi suddiviso idealmente in un SST (Sottosistema di Terra) e in un SSB (Sottosistema di Bordo). Esistono anche un Sottosistema Diagnostico di Terra ed un Sottosistema Diagnostico di Bordo.

### Sottosistema di Terra
Il Sottosistema di Terra è composto, nella sua unità minimale, da una coppia di boe eurobalise di tipo fisso. Le boe sono transponder passivi, non alimentati: trasmettono i propri dati solo al passaggio del treno quando vengono energizzate dal campo elettromagnetico prodotto dall'antenna posta a bordo del treno. Questo tipo di boe comunicano al SSB un solo possibile telegramma preconfigurato, generalmente contenente informazioni su variazioni di velocità, di pendenza e altre caratteristiche della linea.
Nei segnali sono invece presenti delle boe di tipo commutato che, grazie alle informazioni fornite ad un encoder (ridondante) posto nei locali tecnici (encoder da cabina) o direttamente sul segnale (encoder da segnale o encoder da palo), generano un telegramma "proprio" contenente una serie specifica di informazioni secondo un protocollo prestabilito, in base alle condizioni che l'apparato di sicurezza concede (aspetto dei segnali). Le boe sono poste a terra in linea, e in genere sono fissate su una traversa del binario. L'insieme di due o più boe installate sulla linea che trasmettono contenuto informativo è definito "Punto Informativo" e, come già detto, la duplicazione o ridondanza è utilizzata sia per assicurare la disponibilità del sistema SCMT anche in caso di guasti, sia per fornire la direzione del treno e trasmettere il telegramma corretto (in caso di singolo binario). La boa, nella quasi totalità dei casi, è una eurobalise a 1023 bit.

### Sottosistema di Bordo
Il Sottosistema di Bordo è composto principalmente da un computer che analizza i dati immessi in fase di partenza e quelli ricevuti dalle boe e genera una curva di frenatura che il macchinista deve rispettare conducendo il convoglio. Se questo non avviene, il sistema avvia la frenatura d'emergenza. Un componente essenziale del Sottosistema di Bordo è il Sistema Odometrico, che, sulla base di informazioni provenienti da appositi sensori, stima la velocità e lo spazio percorso dal treno tra due riferimenti certi (PI, Punti Informativi). Nel sistema SCMT i sensori misurano gli angoli descritti da due assili tra loro indipendenti. Gli algoritmi di odometria devono, per quanto possibile, compensare eventuali slittamenti/pattinamenti degli assili sensorizzati dovuti a trazione o frenatura in condizioni di aderenza degradata. Fra i componenti integrati nel SSB figura anche un registratore di eventi, chiamato in gergo "RCEC" (Registratore Cronologico Eventi di Condotta), dotato di unità di memorizzazione resistente agli urti violenti tipici di un potenziale incidente ferroviario.

#### Pulsanti del cruscotto
- SCMT: permette di includere o escludere il sistema manualmente. Normalmente questa operazione avviene automaticamente all'inizio o termine del viaggio. Tenendolo premuto è possibile escludere il sistema in caso di guasto al SST. Quando il viaggio inizia il tasto è spento; appena il treno passa sopra alla prima coppia di boe (ovvero quando supera il segnale di 1ª categoria di partenza dalla stazione di partenza), il tasto si accende a luce blu.

- MAN: attiva o disattiva la modalità "Manovra", che limita il treno alla velocità massima di 30 km/h. Quando questa modalità è attiva, il tasto è acceso a luce bianca, ed al treno è concesso ignorare i segnali luminosi. Deve invece rispettare i segnali bassi di manovra, oppure i segnali alti, che, usati solo nei piazzali più grandi (es. Milano Centrale, Milano Smistamento), permettono di ignorare quelli bassi.

- RSC: attiva/disattiva la ripetizione segnali continua (operazione sempre manuale). Permette, tenendolo premuto, di escluderla in caso di guasto al SST. Se la linea ne è attrezzata, ma il treno non la ha attiva, il tasto lampeggia a luce blu. Se non la si attiva precocemente, l'SCMT causa l'arresto di emergenza.

- SR: consente, con le autorizzazioni varie, di superare un segnale a via impedita. Da usare solo in caso di guasto al segnale. Il tasto si accende a luce rossa.

- PRE: si predispone col codice 120. Da premere massimo 12 secondi prima del superamento della protezione. Si accende a luce bianca.

- RIC: si accende a luce bianca quando è necessario premerlo, ovvero quando si capta un codice più restrittivo del precedente (es. 270-180, ovvero da un via libera con avviso di via libera ad un via libera con avviso di via impedita).

- RF: durante l'arresto di emergenza lampeggia a luce bianca. Quando è possibile riarmare il freno, diventa a luce fissa.

## Storia
L'installazione di tale sistema di controllo è iniziata nel 2003 e il piano di realizzazione complessivo ha interessato 11511 km di rete ferroviaria elettrificata a 3 kV cc. Le industrie principali che fabbricano e che installano sistemi SCMT sono Hitachi Rail STS, Alstom Ferroviaria, Bombardier, GE Transportation Systems, ECM S.p.A., Selta SpA in Ati con SITE SpA, Mer Mec S.p.A. e Sigma S.p.A. per la fabbricazione di boe e tool.